# Marais du Pripiat

Les marais du Pripiat : huile sur toile de 1890.

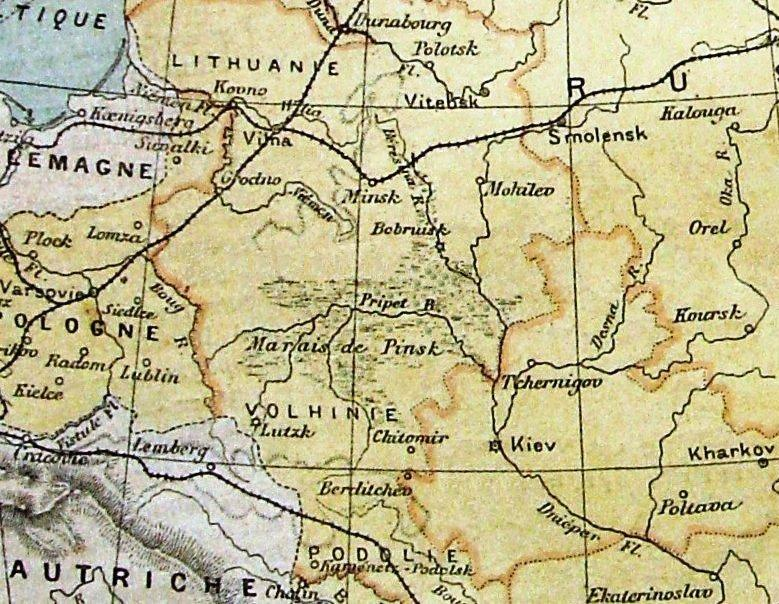
Les Marais de Pinsk sur la carte 'La Russie d'Europe' par Pierre Foncin 1888.

Les marais du Pripiat (en biélorusse : Прыпяцкія балоты Pripiatskia balota, russe : Припятские болота, ukrainien : Прип'ятські болота) ou
marais de Pinsk (en russe : Пинские болота, Pinskie bolota) sont une vaste zone humide située le long de la rivière Pripiat et de ses affluents, entre Brest à l'ouest, Moguilev au nord-est, en Biélorussie, et Kiev au sud-est, en Ukraine. La principale ville de cette région est Pinsk, aujourd'hui en Biélorussie.

## Description
Les marais de Pinsk se trouvent principalement dans les basses terres de Polésie et occupent la plus grande partie du sud de la Biélorussie et du nord-ouest de l'Ukraine. Ils sont couverts par une forêt dense parsemée d'étangs, tourbières et ruisseaux, et s'étendent sur 480 km d'ouest en est et 225 km du nord au sud. D'ailleurs, selon Fedor Klimtchouk, le nom Polésie signifie « alternance de marais et de bois ». Les marais du Pripiat couvrent 98 419 km2 de part et d'autre de cette rivière. L'étendue des marais varie considérablement au cours de l'année, en raison de la fonte des neiges au printemps et des précipitations en automne, qui font déborder la Pripiat.

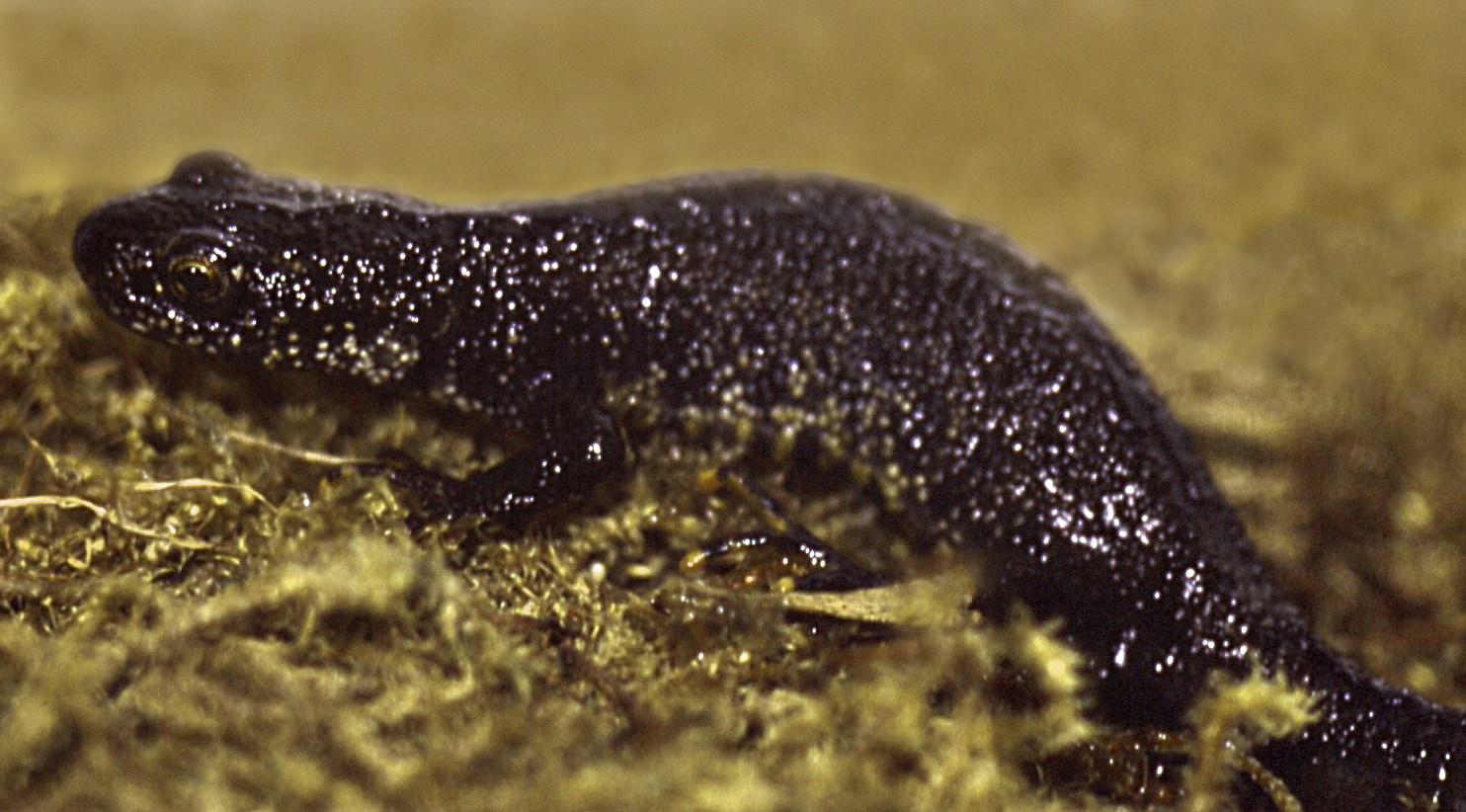
Le Triton crêté, un urodèle des marais du Pripiat.

Les marais du Pripiat accueillent lors des migrations, des milliers d'oiseaux de différents biotopes de la Terre (Europe, Asie, Afrique, Méditerranée) dont certains viennent y nicher, et sont une zone d'hivernage de nombreuses espèces d'oiseaux migrateurs nichant dans le nord de la Scandinavie, de la Finlande, des pays baltes et de la Russie.
Le drainage de la partie orientale a commencé en 1870 et des zones ont été défrichées et transformées en pâturages et terres agricoles.

## Histoire

### Les marais du Pripiat dans l'antiquité

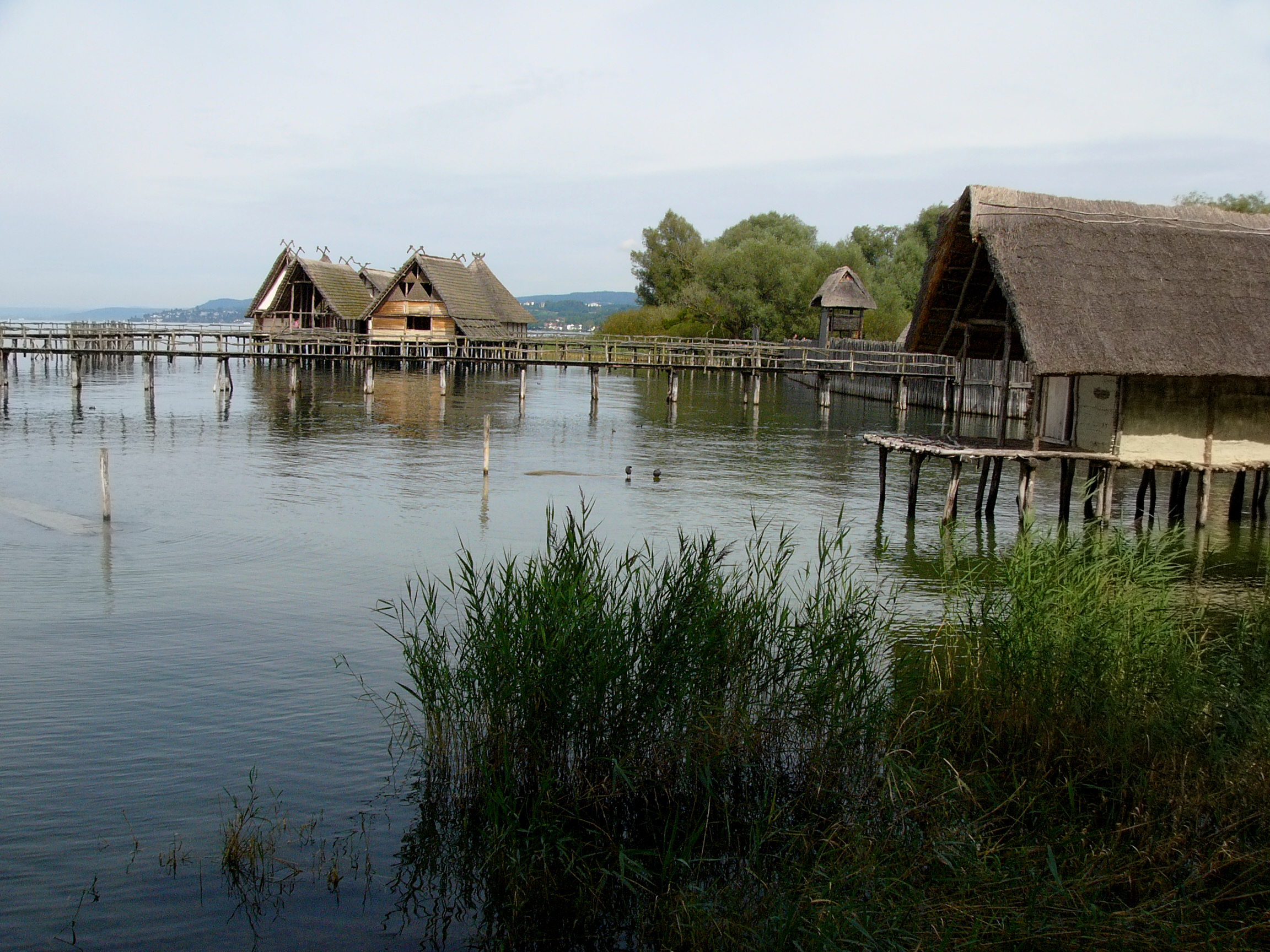
Ville sur pilotis de l'époque « staroslave » (reconstitution allemande).

Les marais du Pripiat sont considérés, par les historiens slaves, comme la région où les peuples slaves ont vécu dans des villes et villages sur pilotis avant de se différencier et de se disséminer dans toutes les directions, aux Ve et VIe siècles (époque « staroslave »). De son côté, l'anthropologue racial germano-américain Theodor Poesche avait proposé, à la fin du XIXe siècle, l'idée que la race aryenne avait évolué dans ces marais, en raison de la prévalence de l’albinisme.
En 1560, à Gdansk, fut éditée le Dr. Ziekera la première carte des « marais de Polésie » (Tabula Paludum Polesie) citée dans les travaux historiques de J. Dlugosz. Les marais connaissent des dominations politiques variées au cours de l'histoire : ils ont appartenu de 882 à 1061 à la Rus' de Kiev (Russie Kiévienne), de 1062 à 1352 à la principauté de Galicie-Volhynie, de 1386 à 1795 à la république des Deux Nations (Pologne et Lituanie) et de 1795 à 1918 à l'Empire russe.
Au début de la Première Guerre mondiale, les marais séparaient la 4e armée austro-hongroise du XIIe corps allemand. La troisième armée russe s'enfonça dans cette large ouverture et s'empara peu après de l'importante gare de Lemberg (actuelle Lviv). À l'issue de la guerre soviéto-polonaise qui fit suite à la Première Guerre mondiale, les marais furent partagés de 1921 à 1939 entre la Pologne (moitié ouest) et l'URSS (moitié est). 

### Un lieu où fut perpétrée laShoahdurant la Seconde Guerre mondiale
Au début de la Seconde Guerre mondiale, en septembre 1939, au cours de l'invasion de la Pologne, les marais sont le théâtre d'âpres combats opposant les forces polonaises aux Soviétiques alors alliés de l'Allemagne conformément au pacte Hitler-Staline. L'union, dans les marais, des éléments dispersés des forces polonaises formera ce que l'on appellera la résistance polonaise de Polésie.
Un an et demi plus tard, les marais sont investis par l'Allemagne nazie, devenue ennemie de l'URSS, et comme leur topographie se prête parfaitement aux actions des partisans soviétiques, les groupes sont nombreux et la répression nazie féroce : de nombreux villages sont massacrés et incendiés. L'administration allemande envisagea de drainer les marais pour les « nettoyer » de leurs « habitants dégénérés » et pour les repeupler par des colons allemands. Konrad Meyer fut chargé de ce projet, finalement abandonné par Hitler, à la fin de 1941, pour des raisons économiques. En revanche, l'Allemagne nazie trouva assez de ressources pour exterminer systématiquement les Juifs, les Einsatzgruppen sillonnant les marais pour les y débusquer et massacrer. En octobre 1942, les Juifs rassemblés dans le ghetto de Pinsk furent noyés par les Einsatzgruppen dans les marais. Lors du soulèvement du ghetto de Lakhva, un très grand nombre des Juifs s'enfuirent se cacher dans ces marais, où ils furent traqués par les nazis et où ils formèrent à leur tour des groupes de partisans juifs.
Le retour de l'Armée rouge en 1944 se traduit aussi par des combats meurtriers, des crimes de guerre et par l'anéantissement des résistants polonais. Les marais sont alors englobés en entier dans l'URSS, et partagés entre la Biélorussie soviétique (nord) et l'Ukraine soviétique (sud). À la fin des combats, les marais sont truffés de mines et d'obus non-explosés enfoncés dans le sol, qui tuent ou blessent encore durant plusieurs années.
En 1986, la catastrophe nucléaire de Tchernobyl imprègne durablement les marais d'isotopes radioactifs, au point que l'extrémité sud-est des marais, à cheval sur la Biélorussie et l'Ukraine, doit être évacuée par les populations et ne redeviendra habitable (sans risque de maladies liées aux radiations ionisantes) que dans plusieurs siècles voire millénaires selon le degré d'imprégnation.